# Roža vetrov
Roža vetrov je zemljevid, ki ga uporabljajo meteorologi za prikazovanje smeri pihanja tipičnih vetrov. Roža vetrov se razlikuje za različna področja in lahko se zgodi, da isto poimenovani veter v roži vetrov enega področja piha iz druge smeri v roži vetrov drugega področja.
Na podlagi rože vetrov se lahko primerno pripravimo na veter, ki bo pihal. Na primer v primeru severovzhodnega vetra v Slovenski Istri in v Primorju lahko pričakujemo burjo, se pravi močne sunke vetra.
Roža vetrov za Severni Jadran:
- tramontana – piha s severa, prehoden veter
- burja – piha s severovzhoda, sunkovit veter
- vzhodnik – piha z vzhoda, hladen veter, ki prinaša slabo vreme
- jugo – piha z jugovzhoda, konstanten veter
- oštro – piha z juga, prehoden veter
- lebič - piha z jugozahoda, nevihten veter
- ponent – piha z zahoda, nevihten prehoden veter
- maestral – piha s severozahoda, priobalni dnevni veter